# Gran Fondo 1902 (ciclismo)
La Gran Fondo-La Seicento 1902, seconda edizione della corsa, si svolse il 2 giugno 1902 (secondo alcune fonti il 22 giugno) su un percorso di 540 km, con partenza da Milano e arrivo nella medesima città (secondo alcune fonti fu a Torino). La vittoria fu appannaggio dell'italiano Enrico Brusoni il quale precedette i connazionali Gustavo Beccaria e Rodolfo Muller.
I corridori che presero il via da Milano furono 71, mentre coloro che tagliarono il traguardo furono 40.

## Ordine d'arrivo (Top 10)
| Pos. | Corridore        | Squadra | Tempo |
| ---- | ---------------- | ------- | ----- |
| 1    | Enrico Brusoni   | Dei     |       |
| 2    | Gustavo Beccaria | -       |       |
| 3    | Rodolfo Muller   | -       |       |
| 4    | Romolo Buni      | -       |       |
| 5    | Giovanni Gerbi   | -       |       |
| 6    | Nino Compagnoni  | -       |       |
| 7    | Fiocchi          | -       |       |
| 8    | Alfredo Banfi    | -       |       |
| 9    | Soave            | -       |       |
| 10   | Bressa           | -       |       |